# Bismarck a halottas ágyán (fénykép)

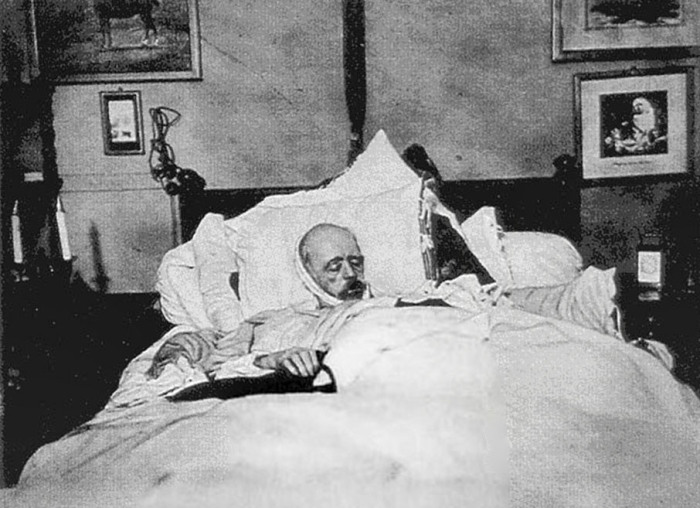
Max Priester és Willy Wilcke: Bismarck a halottas ágyán (1898)

Max Priester és Willy Wilcke titokban a halálos ágyán fotózta le Otto von Bismarck német kancellárt. Tettük miatt a két fotóst perbe fogták, a felvétel pedig több mint ötven évig meg sem jelenhetett.

## Története

### A felvétel készítése
Otto von Bismarck 1898 nyarán otthonában hunyt el. Családja nem járult hozzá, hogy az elhunytat bármilyen formában megörökítsék az utókor számára. Nem készülhetett halotti maszk róla, és Franz von Lenbach – aki korábban már több alkalommal is lefestette Bismarckot – sem készíthetett festményt az államférfiról. Egy fénykép készítésének lehetősége pedig fel sem merült, annak ellenére sem, hogy a 19. században megszokott dolog volt, hogy az elhunytaktól fényképeket készítenek. Úgy vélték, a látvány nem volna méltó a „Vaskancellár”hoz. A család szándéka ellenére két fotográfusnak, Max Priesternek és Willy Wilckének mégis sikerült az elhunyt Bismarckról fényképet készítenie.
Bismarck már hosszú ideje betegeskedett, maga is tisztában volt vele, hogy nincs sok ideje hátra. A korabeli média figyelemmel kísérte a politikus állapotát, akinek haláláról első kézből szerettek volna tudósítani. Egy fénykép az elhunytról nagy szenzáció lett volna. Priester és Wilcke el is határozták, hogy megpróbálják elkészíteni a hőn áhított fotót. Tervük megvalósításához lefizették Bismarck erdészét, Louis Spörckét, hogy azonnal szóljon nekik, ha munkaadója elhalálozna.

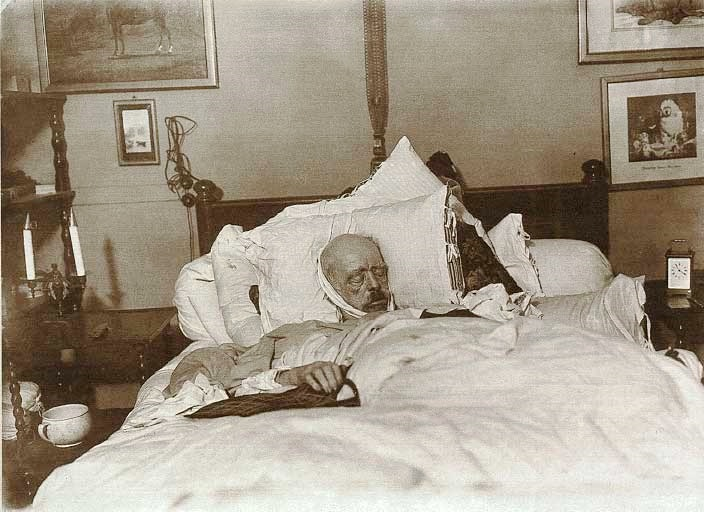
Az eredeti, retusálatlan felvétel

Bismarck 1898. július 30-án este 11 órakor hunyt el. Spörcke gyorsan értesítette a közelben tartózkodó két fotóst, akiknek a kertkaput és az ajtót is nyitva hagyta, hogy a bejutásukat megkönnyítse. Priester és Wilcke a hajnali órákban lopózott be a szobába, hogy felvételt készítsen a halottról. A fotózáshoz szükséges fényt magnéziummal biztosították. A művelet pár percet vett csak igénybe. Az elkészült felvételen Bismarck meggyötört, beesett arccal feküdt betakarózva, párnák között: egyáltalán nem hasonlított arra a nagy államférfire, akit az emberek ismertek. A kép részletei – a puritán szoba, a rendezetlen ágy – pedig csak fokozták ezt a hatást. Ráadásul „Az éjjeliedény egyenesen vulgáris jelleget ad a képnek” – jegyzi meg a felvétel kapcsán Hans-Michael Koetzle fotótörténész.

### A következmények
Három nappal később Priester és Wilcke hirdetést adott fel a Täglichen Rundschauban, hogy értékesítsék a képet: „Bismarckot a halottas ágyán megörökítő egyetlen képre – a felvétel a halál után készült, eredeti fotográfia – vevő, illetve alkalmas kiadó kerestetik.” A felvételért jelentkezett a Deutsche Verlag tulajdonosa, dr. Baltz, aki 30 000 márkát fizetett volna, ha a család hozzájárulását megszerzik a publikáláshoz. A két fényképész az engedélykéréshez egy retusált változatot készített: a halottat megfiatalították és a kép bal széléről az éjjeli edényt eltüntették. A család azonban a beleegyezés helyett – egy lejárató levél hatására – a fotósok feljelentése mellett döntött. Priestert és Wilckét letartóztatták és bíróság elé állították, a felvételt pedig lefoglalták. Az elmarasztaló ítélet szerint nem volt joguk a fénykép elkészítéshez. Priester öt, Wilcke nyolc hónap börtönbüntetést kapott.
A fénykép a családhoz került, akik egyáltalán nem szándékozták nyilvánosságra hozni azt, ezért elzárva őrizték. A család egyik segítőjének, Otto Reichnek azonban mégis sikerült egy másolatot eltulajdonítania. A kép Lovis H. Lorenzhez, majd a Landesbildstelle Hamburghoz került. Az elhunytat ábrázoló felvétel első alkalommal, készítése után több mint ötven évvel, a Frankfurter Illustrierte 1952. évi 50. számában jelent meg. Nyilvánosságra kerülése hozzájárult a kancellárról kialakult mítosz ledöntéséhez: a Bismarckról készült korábbi képi ábrázolásokkal szemben a kancellár itt egy tragikus, ám hétköznapi élethelyzetben a maga valójában volt látható. A fotó mintegy bizonyítékul szolgált arra, hogy ő is ugyanolyan mint bárki más.